# Artur Nikodem

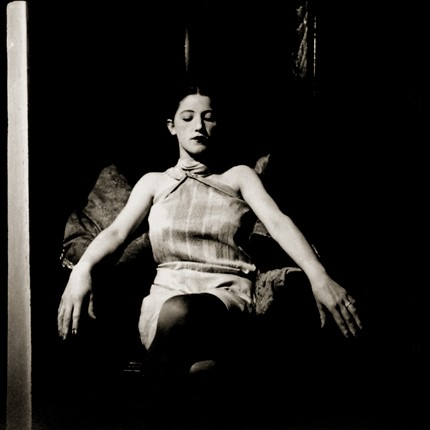
Artur Nikodem: Barbara sedící v křesle, 1930

Artur Nikodem (6. února 1870 Trento – 10. února 1940 Innsbruck) byl rakouský malíř a fotograf.

## Život a dílo
Narodil se jako syn rakouského vojáka a benátské šlechtické matky. Do školy chodil v Innsbrucku a studoval na Akademii výtvarných umění v Mnichově. Později také studoval umění v Miláně a Neapoli. V roce 1892 odešel do Paříže, kde přišel do kontaktu s moderním uměním. V roce 1893 se usadil jako umělec v Meranu v Jižním Tyrolsku. V roce 1908 se vrátil s rodinou zpět do Innsbrucku, kde zůstal až do konce svého života.
V Innsbrucku pracoval po svém předčasném odchodu do důchodu v roce 1920 jako umělec na volné noze. Zejména v období po svém návratu do Rakouska se z něho stal jeden z nejznámějších rakouských malířů, s velkým úspěchem vystavoval doma i v zahraničí. Namaloval mnoho scén z tyrolské krajiny, často v impresionistickém stylu, objevil se u něj i díla s erotickým nádechem. Následovala řada úspěšných výstav doma i v zahraničí. V době nacismu byl vyloučen z několika uměleckých sdružení, 14 jeho děl ze sbírek v Norimberku bylo zabaveno jako Zvrhlé umění, část jeho díla byla v Norimberku zničena.
V innsbrucké čtvrti Arzl je po něm pojmenovaná ulice. Jeho práce lze najít v téměř všech významných rakouských muzeích a galeriích.

### Fotografické dílo
Nikodem se kromě svého zaměření na malbu věnoval práci uměleckého fotografa a vystavoval svá díla na významných výstavách v mnoha evropských městech a také ve Spojených státech. Pravděpodobně nejvíce známé jsou portréty různých žen, se kterými se potkal ve svém životě, byly to většinou jeho milenky.
Nikodem pořídil řadu snímků krajin, zejména z okolí Tyrolska, jejich součástí je mnoho horských krajin, ale i zátiší a architektury. Speciální série v jeho fotografickém díle jsou cykly pořízené v zoo v Mnichově a série „orientálních” fotografií pořízených během výletu v roce 1914 do Bulharska a Turecka.
V roce 2002 měla jeho retrospektivní výstava v galerii Roberta Manna v New Yorku velký úspěch. Jeho obrazy byly zvláště chváleny za intenzitu a intimitu, kterou vydávají.

## Malby

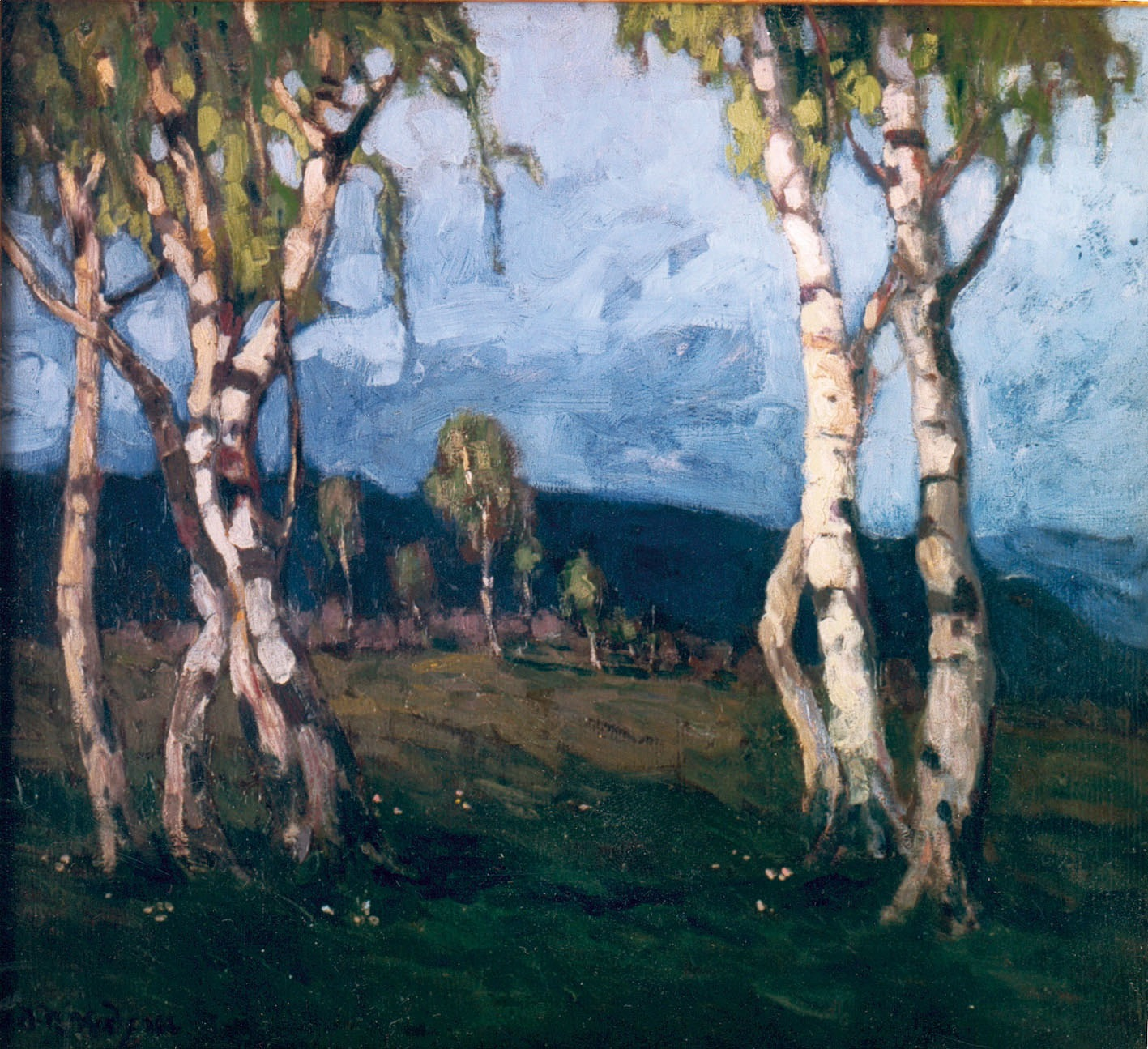
Krajina s břízami, asi 1925
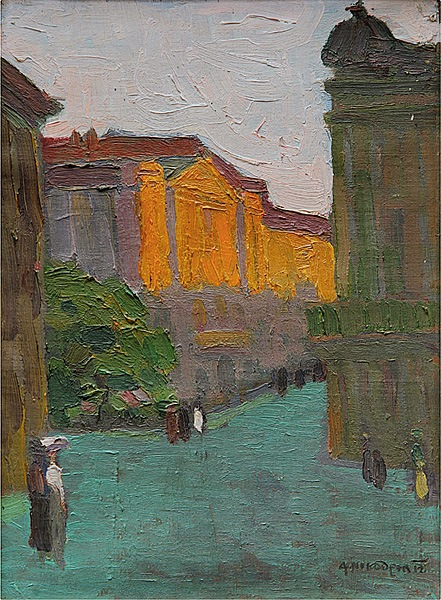
Město ve večerním světle
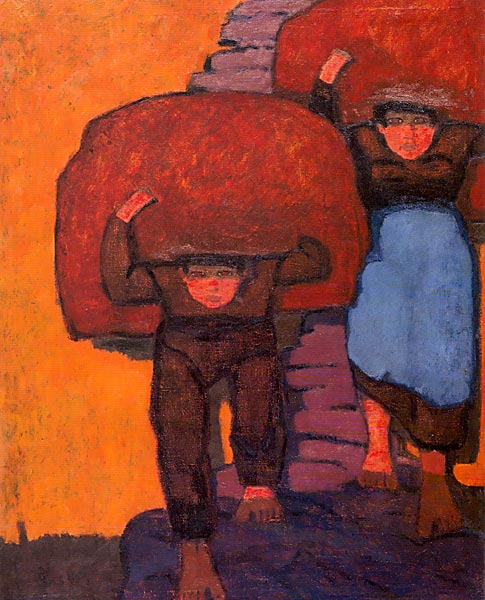
Heuträger, 1926
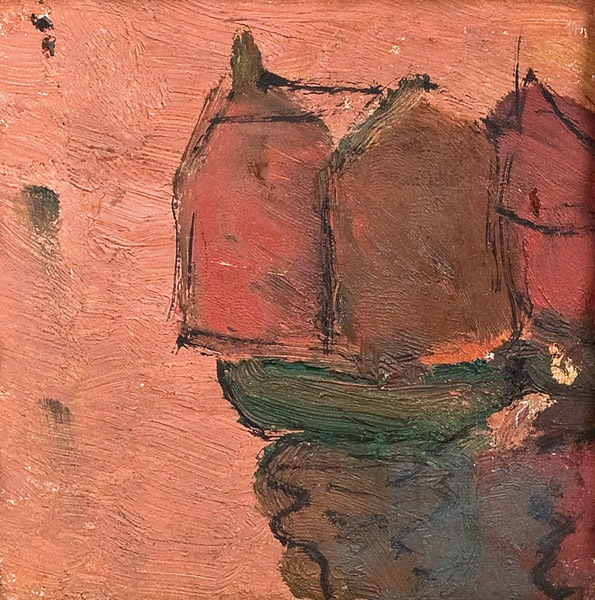
Plachetnice, asi 1925
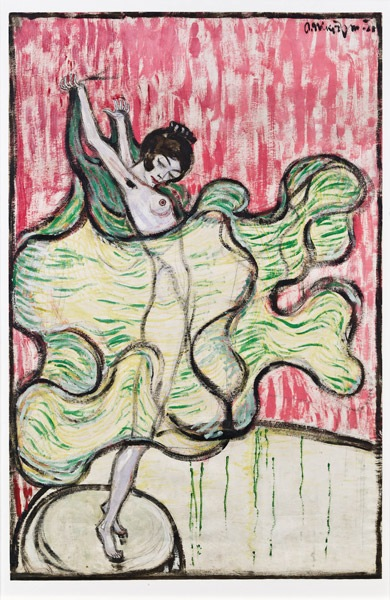
Tanečnice, 1928

## Fotografie

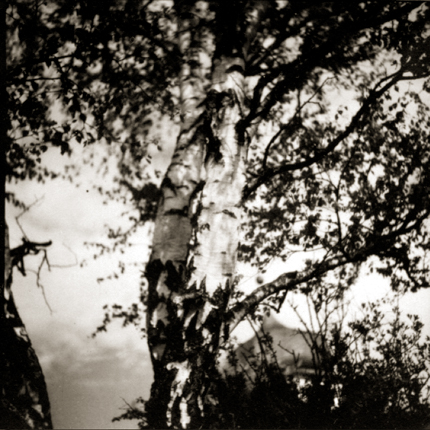
Břízy ve větru, 1920
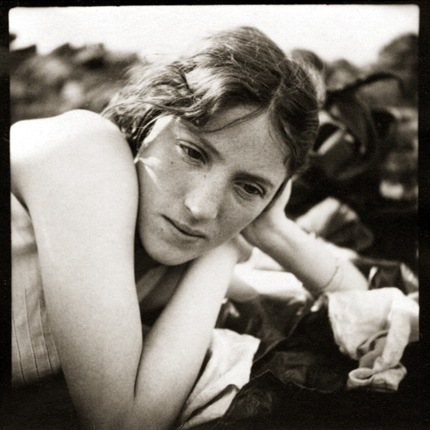
Barbara odpočívající
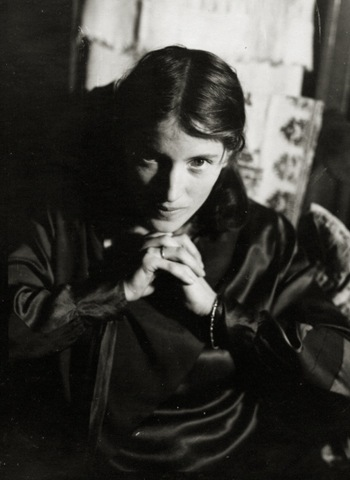
Barbara, ruce složené pod bradou, 1925
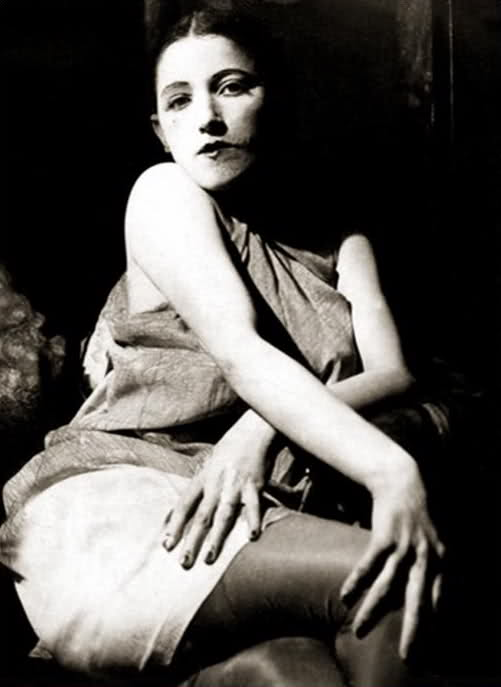
Barbara, 1930
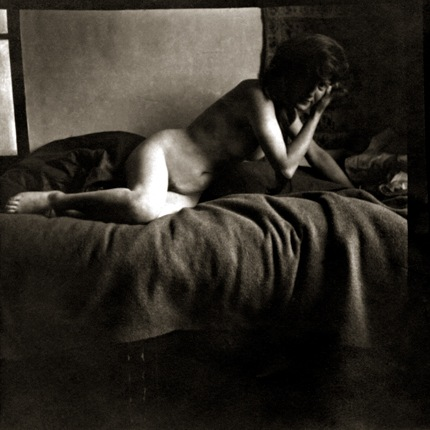
Gunda, akt, 1922
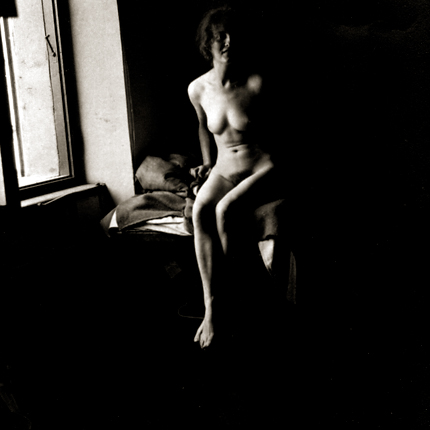
Sedící akt, 1920